# You Sexy Thing
Singles de Hot Chocolate
A Child's Prayer
(1975) Don't Stop it Now
(1976)
You Sexy Thing est une chanson du groupe britannique Hot Chocolate sortie en 1975. Elle est écrite par son leader, Errol Brown, et produite par Mickie Most. Elle atteint la seconde place du UK Singles Chart en 1975 (derrière Bohemian Rhapsody de Queen) et la troisième du Billboard Hot 100 américain l'année suivante.
La chanson est ensuite utilisée dans de nombreux films dont The Full Monty.

## Histoire
Au départ, la chanson est une face B. Pas convaincu qu'elle sera un succès, le producteur la met derrière le single Blue Night. La chanson est remixée et Mickie Most la réédite en single quelques mois plus tard sur son label RAK Records. La chanson devient un succès et la plus connue du groupe.
La chanson revient à la mode en se classant sixième du UK Singles Chart en 1997 à la suite de la sortie du film The Full Monty qui réutilise le titre.
C'est le seul titre à s'être classé dans le Top Ten du UK Singles Chart dans les années 1970, 1980 et 1990.

## Structure
You Sexy Thing a une structure simple, alternant deux accords (Fa et Si♭). Elle possède une forme refrain-couplet. La chanson se distingue par son riff de six notes qui se répète de façon intermittente, joué sur une guitare électrique légèrement saturée sur un réglage des aigus élevé et avec un vibrato perceptible. Évitant la batterie du rock, le morceau utilise des tambours à la main comme des tablas. Quelques violons accompagnent la partie rythmique. Brown chante dans le style de la soul, criant comme le faisaient The Isley Brothers.

## Reprises
You Sexy Thing a connu plusieurs reprises : 
- un remix de Ben Liebrand se classe dixième au UK Singles Chart en 1987[3]
- par Tom Tom Club sur l'album Dark Sneak Love Action
- par Deee-Lite en 1994
- en 1997, à la suite de la sortie du film The Full Monty qui réutilise le titre, deux reprises sortent (qui se classent aussi au UK Singles Chart : la première est du duo dance Clock. La seconde par le duo pop T-Shirt avec l'actrice Chloé Treend et la chanteuse Miranda Cooper (en) (elles reprennent les paroles et la musique d'origine en rajoutant des segments de rap). Cette reprise obtiendra un succès particulier en Australie et en Nouvelle-Zélande[4].
- le groupe Stereophonics reprend le titre sur l'album Radio 1 Established 1967[Quand ?]
- Bruce Springsteen reprend parfois ce morceau dans ses concerts.

## Classements
| Chart                         | Place |
| ----------------------------- | ----- |
| Australian ARIA Singles Chart | 4     |
| Austrian Singles Chart        | 12    |
| Netherlands Singles Chart     | 5     |
| New Zealand Singles Chart     | 2     |
| Norway Singles Chart          | 10    |
| Swedish Singles Chart         | 16    |
| UK Singles Chart              | 2     |
| US Billboard Hot 100          | 3     |

## Réutilisations

### Cinéma
You Sexy Thing est aussi utilisée dans les films suivants :
- The Full Monty (au début du film, lorsque Gaz — interprété par Robert Carlyle — entame un striptease)
- Boogie Nights
- Reservoir Dogs
- L'Homme bicentenaire
- La Colo des gourmands
- Rat Race
- Eh mec ! Elle est où ma caisse ?
- Deuce Bigalow : Gigolo à tout prix
- Une nuit à New York
- Big Mamma : De père en fils
- Copains pour toujours

### Télévision
You Sexy Thing est également utilisée dans des séries :
- Hot in Cleveland
- Nip/Tuck (saison 4, épisode 1)

### Publicité
You Sexy Thing illustre le spot publicitaire pour la chaîne de magasins Grand Frais en France en 2023.